# Archer (Iowa)
Pour les articles homonymes, voir Archer (homonymie).
Archer est une ville du comté d'O'Brien, en Iowa, aux États-Unis. Elle est fondée en 1888 et incorporée le 5 mai 1902.

## Source de la traduction
- (en) Cet article est partiellement ou en totalité issu de l’article de Wikipédia en anglais intitulé « Archer, Iowa » (voir la liste des auteurs).